# Haven't Met You Yet
«Haven’t Met You Yet» es el primer sencillo del cantante canadiense Michael Bublé de su cuarto álbum Crazy Love, lanzado el 31 de agosto de 2009. De acuerdo a Bublé, el sencillo y su video oficial son "sobre el sueño de todos de encontrar una relación y amor". Bublé coescribió "Haven't Met You Yet" con Alan Chang y Amy Foster-Gilles y se la dedicó a su esposa Luisana Lopilato. Como la canción "Everything" de Bublé, tiene un sonido de música contemporánea para adultos. La canción fue un éxito en las listas de este tipo, llegando al número 1 en Estados Unidos en la semana del 30 de enero de 2010 y convirtiéndose en la primera canción en la historia en debutar en el número 1 en Canadá AC. Es el tercer sencillo número 1 de Bublé después de "Home" y "Everything." También fue un éxito en Billboard Hot 100, donde la canción llegó al número 24, hasta entonces, siendo su sencillo más alto en las listas Billboard.
La canción entró en UK Singles Chart el 18 de octubre de 2009, en el número 9, haciéndolo su primer top 10 en Reino Unido, llegando finalmente al número 5 en su tercera semana. La canción ganó el premio Juno por Sencillo del Año en 2010.

## Antecedentes
Se lanzó un clip de la canción por The Daily Bublé, un periódico en línea que se encuentra en su página oficial. Otro clip estuvo disponible para descargar el mp3 en Amazon.com.
La canción entera estuvo disponible sólo en su fan club oficial Bungalow-B el 28 de agosto de 2009. Luego estuvo disponible en iTunes el 30 de agosto y luego en la página oficial de Bublé el 31 de agosto.
En 2010, la canción reemplazó a "Follow Through" por Gavin DeGraw en anuncios para Carte D'or en Reino Unido.

## Críticas
La canción recibió críticas favorables.
Patrick McKiernan de Allgigs.co.uk le dio a la canción 4 de 5 estrellas, diciendo: "La estructura lírica no está demasiado lejos de su zona de comodidad pero todavía es efectiva para prestar atención pero creo que la música es lo genial. El piano es alegre y optimista y tiene un arreglo discreto hermoso que coincide con su encanto vocal a la perfección."
La canción fue una de las elecciones del álbum para la crítica de Allmusic.
Nick Levine de Digital Spy le dio a la canción 3 de 5 estrellas, diciendo: "La canción es un tono pop con una producción fastuosa - los arreglos están en todos los lugares correctos y la letra es tan descaradamente romántica que Barry Manilow podría cantarla. Es romántica como una quesadilla y muy alegre a la mitad, pero sí este tipo de cosas tiene tú placer culpable, es probable que lo disfrutes mientras puedas."

## Vídeo musical

### Vídeo musical promocional
Se lanzó un vídeo promocional unos días después del lanzamiento de la canción en formato digital en su página oficial el 5 de septiembre de 2009. Mostraba a Bublé en una sesión de fotos vistiendo una chaqueta de color marrón oscuro sobre un fondo blanco. El vídeo sólo gira en torno a él en la sesión de fotos.

### Vídeo musical oficial
El vídeo musical oficial fue dirigido por Rich Lee y lanzado el 1 de octubre de 2009. El vídeo es sobre Bublé en un supermercado (Killarney Market en Vancouver, BC, Canadá) y después de conocer a una mujer rubia (Luisana Lopilato, su pareja y esposa en la vida real) en una heladera, todos los clientes, los empleados, y una aparición de West Vancouver Youth Band, comienza a bailar alrededor de la tienda y finalmente se dirige al estacionamiento cubierto de confeti.
El vídeo musical es un tributo a una escena en Ferris Bueller's Day Off cuando Ferris Bueller lleva un desfile a lo largo de Chicago cantando "Twist and Shout" por The Beatles.

## Lista de canciones
Descarga Digital
1. "Haven't Met You Yet" - 4:05

Los Remixes
1. "Haven't Met You Yet" (Donni Hotwheel Radio Edit) - 3:08
2. "Haven't Met You Yet" (Donni Hotwheel Extended) - 4:35
3. "Haven't Met You Yet" (Jason Nevins Radio Edit) - 3:36
4. "Haven't Met You Yet" (Jason Nevins Club) - 6:23
5. "Haven't Met You Yet" (Cutmore Club) - 6:38

## Listas
| Lista (2009/2010)                 | Posición máxima |
| --------------------------------- | --------------- |
| Australian Singles Chart          | 9               |
| Belgian (Wallonia) Singles Chart  | 42              |
| Belgian (Flanders) Singles Chart  | 23              |
| Canadian Hot 100                  | 4               |
| Canadian Adult Contemporary       | 1               |
| Danish Singles Chart              | 32              |
| Dutch Top 40                      | 4               |
| European Hot 100                  | 12              |
| French Digital Singles Chart      | 14              |
| Irish Singles Chart               | 5               |
| Italian Singles Chart             | 7               |
| Japan Hot 100                     | 6               |
| Swedish Singles Chart             | 39              |
| Swiss Singles Chart               | 37              |
| UK Singles Chart                  | 5               |
| U.S. Billboard Hot 100            | 24              |
| U.S. Billboard Adult Contemporary | 1               |

### Listas de fin de año
| Lista (2010)             | Posición |
| ------------------------ | -------- |
| Australian Singles Chart | 64       |
| Japanese Top 100         | 30       |
| Canadian Hot 100         | 31       |
| UK Singles Chart         | 62       |
| Billboard Hot 100        | 39       |